# Pelecopsis susannae
Pelecopsis susannae là một loài nhện trong họ Linyphiidae.
Loài này thuộc chi Pelecopsis. Pelecopsis susannae được Eugène Simon miêu tả năm 1914.